# Veneti (Oost-Europa)

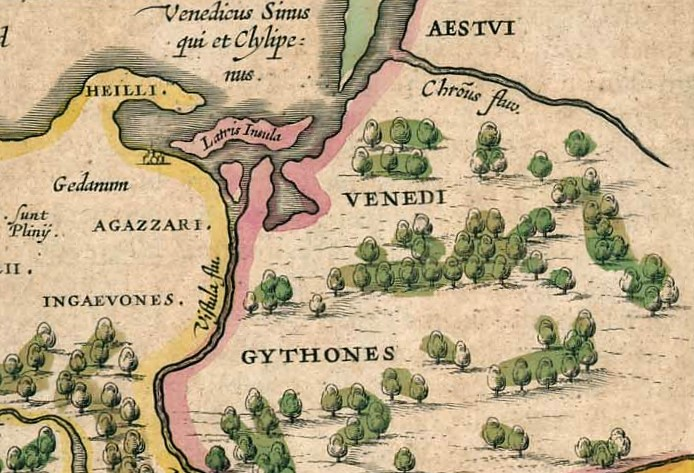
de Venedi in de Atlas Novus van Blaeu

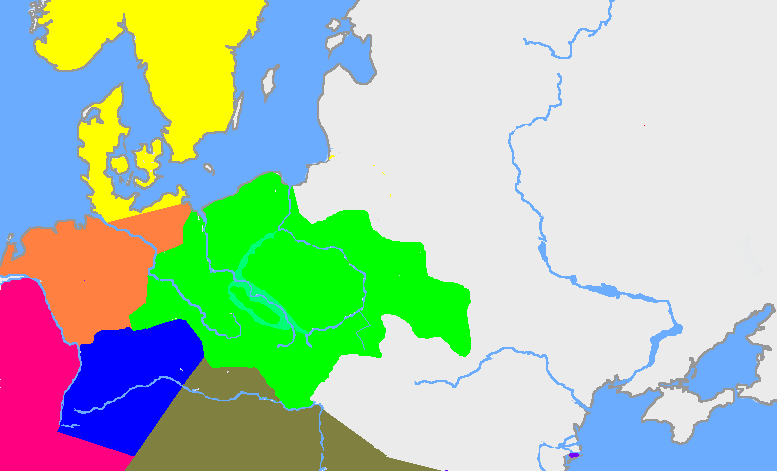
maximale verspreiding van de Lausitzcultuur

De Veneti (Venedi, Venetae, Venedae) waren een in de oudheid door verschillende Griekse en Romeinse geografen beschreven volk ten oosten van Germanië, met name langs de Wisła en de Bocht van Gdańsk.
De Veneti zijn wel geïdentificeerd met de urnenveldencultuur resp. de Lausitzcultuur. Door herhaalde invallen van de Scythen verzwakt, werd de cultuur door Oost-Germaanse volkeren overmand waardoor zich de Przeworskcultuur vormde. Uit het noordoostelijke deel ontstond de Pommerse gezichtsurnencultuur. De naam "Wenden" werd bij de Germanen de benaming voor hun oostelijke buren en ging later over op de Slavische volkeren.

## Historische bronnen

### Plinius
Plinius vermeld in 77 AD, zich baserend op Scandinavische bronnen, het land Aengina (waarschijnlijk een verbasterde vorm van Aestingia, het land der Aesti) aan het oosten van de Oostzee tot aan de Wisła, waar de Sarmatae, Venetae, Skiri en Hirri woonden.

### Tacitus
Tacitus lokaliseerde in 98 AD de Veneti onder de volkeren aan de oostelijke rand van Germanië. Hij was onzeker over hun etnische identiteit:
De Veneti hebben grotendeels Sarmatische manieren aangenomen. Hun rooftochten voeren hen over het bosrijke en bergachtige land tussen de Peucini en de Fenni. Toch dienen ze te worden aangemerkt als Germanen, want zij bezitten vaste huizen, dragen schilden en houden ervan snel te voet te reizen. In al deze opzichten verschillen ze van de Sarmaten, die in wagens of te paard leven.

### Ptolemaeus
In zijn hoofdstuk over Sarmatia, voor de Romeinse schrijvers het land ten oosten van de Wisła, plaatst Claudius Ptolemaeus omstreeks 150 de Grote Venedae langs de Venedische baai, die uit de context aan de zuidelijke oever van de Oostzee kan worden gelokaliseerd. De Kleine Venedae woonden langs de oostelijke oever van de Wisła, nabij de Galindoi en Sudonoi, die men kan identificeren met de Baltische Galinden en Sudoviërs.

### Jordanes
Jordanes leverde in zijn Getica (550 of 551 AD) een overzicht van de herkomst van de Sclavenes. Hij noemde drie volkeren: de Venethi, Sclavenes en Antes. In een hoofdstuk noemt Jordanes de Sclavenes en Antes als de meest talrijke van de Venethi, echter in een ander hoofdstuk noemt hij hen als drie verschillende groepen.

### Tabula Peutingeriana
De Tabula Peutingeriana uit de 4e eeuw lokaliseert de Venadi Sarmatae langs de Baltische kust. Ze vermeld ook een stam Venedi aan de noordelijke oever van de Donau iets stroomopwaarts van haar monding.

## Slaven, Balten en Veneten

Baltische culturen in de ijzertijd
Pommerse gezichtsurnencultuur (Veneti?)
klokgravencultuur (zuidelijke uitbreiding van de gezichtsurnencultuur
Samland-Natangen-groep
West-Mazurië-groep (Galinden)
Oost-Mazurië-group (Jatvingen)
Beneden-Memel en Koerland-groep (Koeren)
Geborsteldkeramiekcultuur
Milogradcultuur
Dnjepr-Dvinacultuur

De etnische en taalkundige indeling van de Veneti is al lange tijd een onderwerp van discussie.
Omdat de Germaanse volkeren, in ieder geval sinds de middeleeuwen, het etnonym "Wenden" voor de Slavische volken gebruikten, lijkt het voor de hand liggend dat de Veneti slavisch waren. Echter, de Veneti worden nadrukkelijk als kustbewoners beschreven. De woordenschat van de Slavische talen toont geen bewijs dat de vroege Slaven contact hadden met de zee. Het Oerslavisch had geen maritieme terminologie en miste zelfs een woord voor barnsteen, hetgeen het belangrijkste exportartikel van de Oostzeekust was. Het feit dat Ptolemaeus naar de Oostzee als de Venedische golf verwijst lijkt een mogelijke identificatie van de Veneti met de Slaven uit te sluiten. Voor zover bekend bereikten de West-Slavische volkeren pas tijdens de vroege middeleeuwen de Oostzeekust.

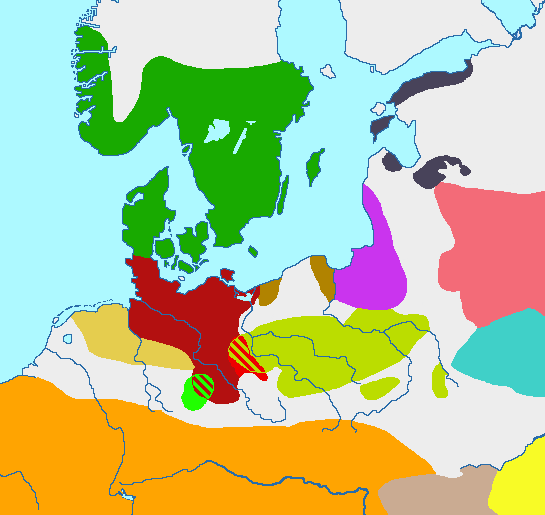
West-Baltische grafheuvelcultuur
Oksywiecultuur (Oost-Germaans)
Przeworskcultuur

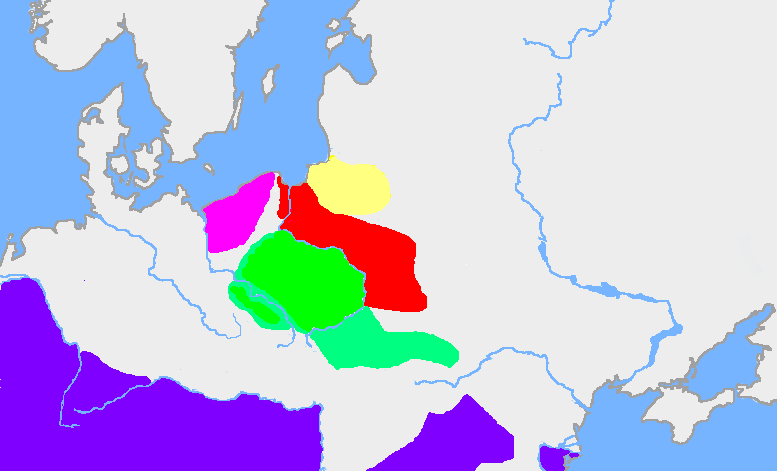
West-Baltische cultuur
Wielbarkcultuur (Goten)
Przeworskcultuur
Dębczynocultuur
Romeinse Rijk

In de door Ptolemaeus en Plinius aangegeven regio ten oosten van de Wisła en grenzend aan de Oostzee, bevond zich tijdens de ijzertijd de West-Baltische grafheuvelcultuur. Volgens Tacitus woonden hier echter de Aesti. 
De mensen van deze cultuur bewoonden dit gebied gedurende bijna tweeduizend jaar, waarbij zij de overname van nieuwe ideeën van hun buren goeddeels vermeden. Ze leefden in kleine nederzettingen of in meren op kunstmatige eilanden gemaakt van verschillende lagen door staken verbonden houten balken. Hun metaalwaren werden geïmporteerd en hun doden werden gecremeerd en begraven in urnen bedekt door kleine grafheuvels. De cultuur komt overeen met Tacitus' beschrijving van de Aesti.
Nog tijdens de middeleeuwen werd het kustgebied ten oosten van de Wisła bewoond door mensen die Oudpruisisch spraken, een inmiddels uitgestorven Baltische taal. Hendrik van Lijfland beschreef omstreeks 1200 in zijn Lijflandse kroniek de duidelijk niet-Slavische stam der Vindi ofwel Venden, die in Koerland en Lijfland in het huidige Letland woonde. De naam van de stam wordt bewaard in de rivier Venta, met de stad Ventspils (Duits Windau) aan haar monding, en in Wenden, de oude Duitse naam van de stad Cēsis.
De Veneti grensden aan de Germaanse en Slavische volkeren en werden uiteindelijk door beide groepen geassimileerd. De Germaanse volkeren betrokken vervolgens het etnoniem Veneti op hun nieuwe oostelijke buren, de Slaven. Deze traditie overleefde in de Duitse taal, waar de Slaven die het dichtst nabij Duitsland woonden Wenden werden genoemd. Er moet echter worden benadrukt dat de Slavische volkeren het etnoniem Veneti nooit voor zichzelf gebruikten, maar alleen door de naburige Germaanse volkeren zo genoemd werden.
Een andere, zeer omstreden theorie betoogd dat de Veneti geen Baltisch maar een Indo-Europese kentumtaal spraken, het Venetisch. De hydroniemen van de stroomgebieden van de Wisła en Oder hebben volgens sommige geleerden een Noord-West Indo-Europees karakter, nauw verwant met de Italo-Keltische tak, en verschillend van de Germaanse tak. Deze zou dan te identificeren zijn met de voor-Germaanse Lausitzcultuur.